# David Morrissey
David Morrissey (Liverpool, 21 juni 1964) is een Brits acteur en filmregisseur.

## Levensloop
Morrissey volgde acteersessies en opleiding aan het Liverpools Everyman and Playhouse Youth Theatre en debuteerde als beroepsacteur op achttienjarige leeftijd in de Britse televisieserie One Summer. Hij vervolmaakte zijn opleiding aan de Royal Academy of Dramatic Art en speelde aansluitend vier jaar in de Royal Shakespeare Company en het National Theatre.
In 1988 was hij Bellamy in Drowning by Numbers. Ook in 1988 speelde hij de rol van Theseus in een aflevering van de kinderserie The Storyteller. In 1991 was hij de Kleine Jan in Robin Hood. In 1998 vertolkte hij de rol van Christopher Finzi in Hilary and Jackie.
Hij verzorgde in 2004 ook de voice-over stem voor het eerste seizoen van Who Do You Think You Are?.
In 2006 had hij een hoofdrol in Basic Instinct 2, in 2007 in The Reaping. Ook in 2007 was hij Captain Thomas Hamilton in The Waterhorse. In 2008 verpersoonlijkte hij Thomas Howard, Duke of Norfolk in The Other Boleyn Girl. Ook speelde hij Kolonel Brandon in Sense and Sensibility in 2008. Eind 2009 kwam Nowhere Boy uit met Morrissey als Bobby Dykins. In 2010 was hij Bothos in Centurion. In 2011 had hij een hoofdrol in Blitz.
Hij vertolkt in 2012 en 2013 de rol van Philip Blake, the Governor, de belangrijke antagonist in de seizoenen 3 en 4 van de serie The Walking Dead.
In 1997 en 2003 werd hij genomineerd als Beste Britse acteur voor de Royal Television Society Programme Award, in 2003 won hij ook. In 2001 en 2003 werd hij ook genomineerd voor een British Academy Television Award, de eerste maal als beloftevol regisseur, de tweede maal als acteur.
Hij is sinds 2006 gehuwd met de schrijfster Esther Freud met wie hij drie kinderen heeft.
- Bibsys: 8002222
- Biblioteca Nacional de España: XX4841705
- Bibliothèque nationale de France: cb150760520 (data)
- Gemeinsame Normdatei: 139530630
- International Standard Name Identifier: 0000 0001 1681 5317
- Library of Congress Control Number: no2004119759
- MusicBrainz: 504f06e9-6c07-4ca9-9979-98e2c384695a
- Nationale Bibliotheek van Tsjechië: xx0061448
- Nationale Bibliotheek van Israël: 987007360454105171
- Nationale Bibliotheek van Polen: a0000001751018
- Nederlandse Thesaurus van Auteursnamen: 296983918
- Système universitaire de documentation: 122256298
- Virtual International Authority File: 85697294
- WorldCat: E39PBJtX9Hb6YFTJ8grgv7yyBP